# Sgto. Rock
El Sargento Franklin "Frank" John Rock (Abreviado se le conoce popularmente como Sgto. Rock) es un soldado suboficial de infantería ficticio de la Segunda Guerra Mundial creado como personaje de la editorial DC Comics. Su primera aparición fue en Our Army at War #83 (junio de 1959), y fue creado por Robert Kanigher y Joe Kubert.

## Historia sobre la publicación
El prototipo que sirvió para el Sgto. Rock Apareció por primera vez en G.I. Combat #68 (enero de 1959). Su rango no se da en esta historia; en cambio, no hace más llamarse "El Rock". El Rock regresaría como sargento en Our Army at War # 81 (abril de 1959) En esta aparición aquí es llamado inicialmente "Sgto. Rocky" al lado de su unidad, la Compañía Easy (la precisión a la cual pertenecía al regimiento de infantería del ejército de Estados Unidos a la que pertenecía no fue fácil ya nunca fue identificado durante la historia del personaje). En este último aspecto, este prototipo del personaje junto a la Compañía Easy (en contraposición al regimiento de infantería sin nombre que tenía un apodo, como él había sido retratado anteriormente), la historia fue escrita en realidad por Bob Haney, pero el creador del personaje, fue el escritor Robert Kanigher. Se iba a crear la mayor parte de las historias con el arte de Joe Kubert como el artista. En la edición #82 (mayo de 1959), finalmente se le llama como "El Sargento Rock" (pero solo de nombre) y por la edición #83 (junio de 1959), realiza su primera aparición completa como el Sgto. Rock.
El Sgto. Rock fue ganando popularidad, hasta que, en 1977, el nombre de la historieta Our Army at War cambio de nombre por Sgto. Rock. La historieta bajo el título de Sgto. Rock duró hasta el #422 (julio de 1988). Además de la historieta regular, varios del formato "Digest" se vendieron, un formato conocido como DC Special Digest caracterizado por su cinta azul y con una bandera especial, donde se reimrpimieron las historias contadas en Our Army at War o como Sgto. Rock. Algunos fueron subtituladas como OAaW o Sgto. Rock, algunos simplemente como Sgto. Rock's Prize Battle Tales. (El título Prize Battle Tales también se utilizó en anteriores especiales de 80 páginas especiales y anuales). El formato resumido fue de 4-13/16"x6.5/8", de tapa blanda, con 98 páginas a todo color y sin anuncios.
Una reimpresión de 21 historias rápidas prosiguió entre 1988 a 1991, y dos especiales del Sgto. Rock con nuevas historias fueron publicadas entre 1992 y 1994. Una historia especial de Navidad apareció en el DC Universe Holiday Bash II en 1997, de nuevo con nuevo material.
De acuerdo con John Wells, en Fanzing #36 (julio de 2001), una revista de fanes en línea describieron:

"El complejo árbol genealógico de la familia del Sgto. Rock viene por el camino de su creador, Robert Kanigher, que añadió nuevas (ya menudo contradictorias) ramas a través de sus 29 años desde su aparición original como personaje. El padre de Rock fue descrito que fue encontrado muerto en una mina derrumbada (OAAW #231), que participó en la Primera Guerra Mundial (#275 y #419) o hasta una trabajando en una fábrica de acero en Pittsburgh (# 347). Robin Snyder (en una carta escrita erróneamente y atribuida su aparición en el #353 a Mike Tiefenbacher) sugirió que una de las muertes que le ocurrió al padrastro Rock y su existencia fue confirmada en el #400. Como están las cosas actualmente, su padre era John Rock, que murió en combate y su padrastro John Anderson, fue quien murió en el derrumbe. La tercera muerte, como teorizó antes, probablemente se produjo al relacionar a una figura paterna que Frank Rock trabajó en un molino de acero."

Al menos una historieta sobre el Sgto. Rock fue publicado a finales de 1960, e reveló que el Sargento Rock tenía un hermano y que era oficial de infantería en el Cuerpo de Marines de los Estados Unidos, luchando en el frente del Pacífico. En esta historia, el Sgto. Rock les dijo a sus compañeros de armas sobre un incidente de combate extraño en el que su hermano había participado en una isla del Pacífico, en el que es mostrado a manera de "flashback" en una de las viñetas de la historieta.
Un soldado de Viet Nam con el nombre de Adam Rock apareció en Swamp Thing #16 (mayo de 1975), a pesar de que nunca dijo específicamente si él tuvo la intención de mencionar si era pariente de Frank Rock.
DC Comics a través del sello Vertigo publicó "Sgto. Rock: El Batallón Perdido", escrito y dibujado por William Tucci, en noviembre de 2008. La historia coloca a Rock y la Compañía Easy junto al 1° Batallón de la 141°de Infantería, que fue rodeado por fuerzas alemanas en la Cordillera de los Vosgos el 24 de octubre de 1944 y finalmente, rescatados por el equipo de combate asiático-americano el 442° regimiento.
"El Batallón Perdido" también revivió a otros personajes de DC de la Segunda Guerra Mundial, como al Tanque Embrujado, y al As Navajo' Johnny Cloud, y la historia en sí es narrada por el reportero de guerra William J. Kilroy, y general alemán Friedrich Wiese.

## Biografía del Personaje
Durante la Segunda Guerra Mundial, el Sgto. Rock luchó en la rama de la infantería del Ejército de los Estados Unidos en el escenario europeo hasta que finalmente, se ganó el mando a la unidad a la que pertenecía, la Compañía Easy. La unidad estaba formada por individuos dispares que logró participar en cada acción importante en la guerra europea. El número de la etiqueta de Rock aparecía el número de su registro el #409.966 y con la inscripción Perro de Guerra, lo que había sido, según las palabras de creador del personaje el propio número militar de serie Robert Kanigher que utilizó en sus tiempos en el ejército.
Robert Kanigher reflexionó con su propas letras al escribir en las columnas de la serie entre los años 1970 y 1980 que Rock probablemente pertenecía al "Big Red One" (la 1° División de Infantería de Estados Unidos) dada a su aparición en el campo de batalla del norte de África, Italia y el noroeste de Europa. La historia de fondo de Rock se enriqueció de diferentes historietas en los últimos años; en general, se considera que su procedencia es de Pittsburgh, Pensilvania, donde trabajó en una fábrica de acero. Tras darle alta para su ingreso al ejército que coincidió tras el ataque a Pearl Harbor, Como fue privado de ser asignado en África del Norte, al poco tiempo su rápida promoción le permitió llegar a dirigir su propio regimiento debido a que sus superiores fueron asesinados en combate, pasando primero al ser asignado como asistente líder de escuadrón, posteriormente líder de escuadrón, y luego Sargento de pelotón. Durante la serie principal, su unidad es cuando resulta ser conocida como "Compañía Easy", pero ningún regimiento o división lleva el nombre ni insignias de la respectiva unidad ya que nunca se muestra. Se demostró que Frank Rock tiene dos hermanos (como lo acontecido en el Sgto. Rock #421) llamado Larry, y lucha en la Marina en el Pacífico y Amy, que es una monja. En la serie limitada de 2009 "El Batallón Perdido" la unidad de Rock todavía se le conoce como la "Compañía Easy" pero es del Regimiento de Infantería 141°. Sin embargo, en las últimas páginas de la edición anterior, la narración dice que, tras el final de la historia, "Como de costumbre, el Sgto. Rock y 'Combat-Happy' Joes se mudaron para ingresar a las filas de otra Compañía Easy que estuvo abandonada en la guerra", al ser trasladados al 15° Regimiento de Infantería de la 3.ª División, con el Teniente Segundo Audie Murphy. Un famoso eslogan de Rock s: "La facilidad de Nothin en la Compañía Easy".
Rock también por lo general lleva sus típicas granadas y sus patanlones Chevron, típicos de un Sargento Mayor, así como su uniforme y además, un casco de gran tamaño, en la parte frontal.
Es probable que la posición oficial de Rock en la Compañía Easy era alta como sargento de pelotón, y aunque los diálogos y los guiones son generalmente vagos sobre sus responsabilidades y deberes reales. Él suele conducir patrullas y parece tener poderes de mando sobre los hombres de la compañía. Varios personajes oficiales también aparecieron en historieta, ya que varios pelotones y comandantes de varias compañías, a todos los cuales Rock los consideraba como sus superiores. El comandante de la Compañía Easy se refiere generalmente como "El capitán" de Rock. Rock a su vez se refirió a otros como el "TOPKICK", o alto oficial no comisionado en la compañía. La mayoría de las compañías de infantería no tenían sargentos; significativamente, Rock no tiene el diamante de sargento en su insignia de rango.
A diferencia de muchos personajes de guerra contemporáneos, Rock odiaba intensamente la guerra, pero era demasiado leal a su unidad. Esta lealtad se extiende al punto que, cuando fue enviado a casa para trabajar como instructor de combate, insistió en regresar con su unidad en el campo de batalla mientras estaba de licencia.
Pese a que el destino final de la Compañía Easy se desconoce, Rock aparentemente había sobrevivido a la guerra y, en la actualidad, era un general de cuatro estrellas muy activo que se desempeñaba como jefe del Estado Mayor en el Pentágono durante la presidencia de Lex Luthor. Más tarde se reveló que este Rock era un impostor y que el verdadero había muerto en la Segunda Guerra Mundial.

### El destino delSgto. Rock
El destino final de sargento Frank Rock es complicado. Inicialmente había dos versiones del personaje, uno que residía en Tierra 1 y el otro residía en Tierra 2. De acuerdo con una de las historias del personaje en cuestión, uno de ellos fue asesinado en el último día de la guerra al ser despedido por una última bala enemiga. Sin embargo, DC Comics también ha publicado una serie de historias que incorporan a Rock después de la guerra en las historias modernas de los superhéroes, incluyendo haciendo aparición junto a Superman y el Escuadrón Suicida.
En las historias contadas tras la desaparición de su propia historieta, Rock fue revivido, se explicó que había sobrevivido a la guerra, y pasó a realizar misiones secretas para el gobierno de los Estados Unidos. También luchó contra su viejo enemigo, el Comandante de Hierro, y se unió a la aventura de la Isla Dinosaurio con su antiguo segundo al mando, Bulldozer. De acuerdo con John Wells:

"Kanigher había establecido que la supervivencia del personaje después de la guerra en OAaW #168, en el que tuvo a Rock visitando la tumba del Soldado Desconocido, y Bob Haney recolectó dicho hecho en The Brave and the Bold. En la edición #84, que había tenido al Sgto. Rock y la Compañía Easy una historia al lado con Bruce Wayne (Batman) durante la guerra (en un episodio, obviamente, esta historia estaba establecida en Tierra2) y siguió con una secuela en (en la actualidad) en The Brave and the Bold #96. En esa historia, Bruce llegó a la Embajada de los Estados Unidos en América del Sur y fue incluido como "nuestro Agregado Militar y Jefe de Seguridad de la Embajada... El Sargento Rock, del Ejército de los Estados Unidos". Dos números posteriores de The Brave and the Bold (en la actualidad) encuentran Roca persiguiendo a una figura satánica que creía que era Adolf Hitler (The Brave and the Bold #108) y a un "fantasma" de la Compañía Easy que había estado ejecutando y ordenando durante la batalla de las Ardenas (The Brave and the Bold #117). En el extraño número de The Brave and the Bold #124, Bob Haney y Jim Aparo la estrella real invitada era como Rock y Batman perdían ante una organización terrorista llamada los 1000

.
Después de esto, él apareció como general, y jefe de Estado Mayor en la administración de Lex Luthor. Sin embargo, este Frank Roca participó en una encarnación del Escuadrón Suicida. Al final de la serie, se desenmascara como un falso Frank Rock y se va del equipo, mientras que su compañero "Bulldozer", que se suponía era el original, se levanta de su silla de ruedas, y los comentarios sobre la forma en que era bueno sentirse joven otra vez, también se va. Si este era el verdadero un Frank Rock disfrazado o un impostor se desconoce; ya que la serie concluye con la línea de que "Frank Rock murió en 1945" El uso del personaje Rock en las historias de posguerra tuvo un efecto importante en la historia Frank Rock, de acuerdo con Wells:

Todos los crossover en las revistas de todos los superhéroes eran más de lo que Kanigher podría tomar. En los comentarios de las columnas de 1978 el Sgto. Rock #316 y 323 y Sgto. Rock #347 y #348 de 1980, anunciaban que su héroe no había vivido más allá de 1945, y que la confusión de Haney en los números de Brave and the Bold no es nada más que otra historia. "Es inevitable y total que el personaje no sea ni Rock ni la Compañía Easy sobreviviera a los últimos días de la guerra", Dijo.

De hecho, el comentario de las columnas para la serie el Sgto. Rock #374, Kanigher declaró que:

Por lo que yo estoy preocupado sobre Rock es que el es el único y auténtico soldado de la Segunda Guerra Mundial por razones obvias. Él y la Compañía Easy solamente vivieron, y murieron finalmente, hasta el último hombre, en la Segunda Guerra Mundial.

El primer uso que tuvo Rock después de la desaparición de la serie fue en una historia de Swamp Thing, seis meses después del final de la serie del Sgto. Rock en el #422. La historia conlleva al pasado, hacia mayo de 1945, dando a entender que el Sargento Rock había sobrevivido a la guerra en Europa y planteó luna historia si Rock se trasladado escenario del Pacífico.
En una copia especial única, "Snapshot: Recuerdo" una miniserie retrospectiva llamada Universo DC: Legados #4, establecida durante una reunión del 4 de julio de 1976, se reveló que el Sargento Rock murió, en el último día de la guerra, usando su cuerpo para proteger a un niño pequeño que se había extraviado en fuego cruzado. La Compañía Easy aprendería más tarde que la última bala que lo mató fue la última bala disparada en la guerra. Los otros asistentes a dicho momento era Jeb Stuart del Tanque Embrujado, Los perdedores, Gravedigger, Mademoiselle Marie (y su hijo, que es un soldado y los demás piensan que se asemeja al Sargento Rock) y, posiblemente, al soldado desconocido.

## Otras versiones

### Flashpoint
En la miniserie limitada "Flashpoint", el Sgto. Rock fue miembro del Equipo 7, una unidad de élite de soldados dirigidos por Grifter. El Sgto. Rock y la mayoría de sus compañeros fueron asesinados en su última misión como equipo, durante un fallido ataque en un campo de entrenamiento yihadista.

### Cómics británicos
Otro personaje también llamado Sgto. Rock apareció en el semanario británico de historietas llamado Smash! #156 (1969), publicado originalmente por Odhams y posteriormente en la revista IPC. Este Sgto. Rock, no tiene ninguna conexión con el personaje de DC Comics, fue un paracaidista británico que más tarde que sirvió con el Special Army Service (SAS).

## Poderes, especialidades y habilidades
- Frank Rock es un tirador de primera, capaz de derribar varios aviones de combate alemanes con una sola ametralladora, y capaz de lanzar granadas de mano con una precisión asombrosa.
- Rock es un muy eficaz especialista en el combate cuerpo a cuerpo, sobre todo se le muestra utilizando un estilo de combate callejero mezclado con boxeo.
- Rock parece tener una resistencia y fuerza algo sobrehumana, sobreviviendo a un gran número de heridas por arma de fuego, fragmentos de granadas de mano, exposición al frío intenso del hielo y la nieve y a otros peligros. Los poderes de la Rock parecen ser más realistas en las historias de Bob Kanigher las de Joe Kubert.

### Vestimenta y equipo
El clásico Sgto. Rock generalmente estaba vestido con el uniforme color verde olivo, armado con una ametralladora calibre 45 Thompson (aunque a veces se ha demostrado poseer también un M50 Reising en su lugar) y una pistola semiautomática Colt M1911A1 calibre 45, como su armamento personal. Curiosamente, en sus historias clásicas casi siempre es representado a Rock con una M1 Garand con cartuchera, que sería inútil para él, así como con dos cintas de munición calibre 50, que Rock considera como amuletos de la suerte. Los artistas John Severin y Russ Heath a veces intentaron una representación más realista del equipo de armamento de Rock, pero la munición calibre 50 lo mantuvo como una marca personal.
Rock siempre se muestra con un número de granadas de mano garantizadas en su equipo.

## Apariciones en otros medios

### Apariciones en la Televisión
El Sgto. Rock (junto con la Compañía Easy) apareció en la Liga de la Justicia episodio, "El Tiempo Salvaje".
El Sgto. Rock aparece en el Batman, el valiente en el episodio "La plaga de los prototipos", él y G.I. Robot forman equipo con Batman para luchar contra los soldados nazis. Después de que se sacrifica G.I. Robot, se le pone los ojos llorosos y sigue luchando.

### Posibles propuestas para su adaptación al cine
Durante un período de tiempo a finales de 1980 principios de 1990, Arnold Schwarzenegger se une como candidato para interpretar el personaje, a pesar de la aparente incongruencia de un actor austriaco siendo soldado americano en la Segunda Guerra Mundial. El guion fue escrito por David Peoples (1987), John Milius (1993), y Brian Helgeland (1996), representando a Rock como a un padre teniente germano-americano y siendo capaz de hablar alemán (una habilidad que utilizaría para emboscar al enemigo).
El Productor Joel Silver ha estado tratando de hacer una película sobre el Sargento. Rock. John Cox escribió el último guion, que no se basa en ninguno de los borradores de los guiones anteriores. Cox ha declarado que Schwarzenegger ya no estaba unido al proyecto. En abril de 2007, David Gambino, vicepresidente de Silver Pictures dijo, "La buena noticia es que tenemos un guion fantástico y todo el mundo está muy contento con él. Es solo que tratamos de adjuntar una mezcla de historias en este momento y realmente estamos decidiendo lo que la película va a ser, y de cómo vamos a hacerla". Bruce Willis estaba supuestamente bajo consideración para el personaje. Guy Ritchie estuvo rumoreado para dirigirla.
En diciembre de 2008, Ritchie informó que dejó la película debido a su trabajo en la película de Sherlock Holmes, pero confirmó que la película sobre "Sargento Rock" de hecho iba a establecer durante la Segunda Guerra Mundial e incluir a los miembros de la Compañía Easy.
El 2 de febrero de 2010, Silver anunció la drástica y sorprendente el cambio sobre unos ajustes que se realizó al guion de la película, de que el escenario de la misma ya no sería la Segunda Guerra Mundial sino trataría un escenario de guerra más reciente.

### Videojuegos
Activision confirmó en el E3 de 1997 que estaban desarrollando un Sgto. Rock para los videojuegos, para la plataforma de PlayStation, y que saldría a la venta en 1998. Sin embargo, el juego nunca fue mencionado de nuevo por Activision.
El Sgto. Rock aparece como figura jugable en el juego de miniaturas de superhéroes DC Heroclix en la Justicia Cósmica como expansión. Además, un torneo de edición limitada del personaje como premio es el "General Frank Rock" también había sido puesto en libertad también. Sería confirmado también para aparecer en DC Heroclix DC75, otra expansión.
El Sgto. Rock fue ofrecido en un juego de Game Boy Color llamado Sgto. Rock en primera línea, que era una secuela del juego de Front Line de Atari.
El Sgto. Rock aparece como personaje jugable en DC Universe Online.